# Boguila
Boguila (auch Nanga-Boguila) ist eine Kleinstadt in der Präfektur Ouham im Nordwesten der Zentralafrikanischen Republik. Sie ist die Hauptstadt der Unterpräfektur Nanga-Boguila. Die Stadt ist nicht zu verwechseln mit einer kleineren Ortschaft gleichen Namens in der Präfektur Ouham-Pendé.

## Lage und Verkehr
Boguila liegt in der Nähe der Grenze zum Tschad auf einer Höhe von etwa 550 m am Bach Fourou, der etwa 15 km weiter westlich in den Bimbbi mündet. Dieser stellt an dieser Stelle die Grenze zur Nachbarpräfektur Ouham-Pendé dar. Die Stadt Boguila wird von der Route Nationale 1 durchquert, die in der Hauptstadt Bangui beginnt und an der Grenze zum Tschad endet. Die Entfernung auf der RN 1 nach Bangui beträgt 416 km, zur tschadischen Grenze 84 km.
Am östlichen Stadtrand gibt es eine Landepiste.

## Bevölkerung
Die Region wird überwiegend, aber nicht ausschließlich, von Gbaya bewohnt, die traditionell eine bäuerliche Lebensweise haben und zumeist christlich sind.

## Institutionen
In Boguila gibt es ein Krankenhaus mit 115 Betten, das von Ärzte ohne Grenzen betrieben wird und das für 45.000 Menschen in und um Boguila zuständig ist.

## Bürgerkrieg
Anfang 2014 kam es zu Kämpfen zwischen der neugegründeten Rebellengruppe Révolution et Justice und Rebellen der ehemaligen muslimischen Séléka. Sie bekämpften sich in Boguila auch mit der Rebellengruppe Front Populaire pour le Redressement (FPR) und Fulbe, einem muslimischen Volk von Viehhirten.
Im April 2014 kam es zu Kämpfen zwischen UN-Friedenstruppen der MISCA und lokalen bewaffneten Gruppen. Ein Teil der Bevölkerung floh vorübergehend in den Busch bzw. in das Krankenhaus.
Am 27. September 2020 wurde Boguila von den Rebellen der Retour, Réclamation et Réhabilitation (3R) überrannt, die aus westlich gelegenen Präfekturen vor den Operationen der Armee flüchten mussten. Vorher war die Stadt unter der Kontrolle der Rebellengruppe Mouvement patriotique pour la Centrafrique (MPC) gewesen. Die später eingetroffene MINUSCA stellte ein Ultimatum für einen Abzug aus Boguila, das die Rebellen jedoch verstreichen ließen.
Am 17. März 2021 wurde Boguila durch die Armee von der Coalition des patriotes pour le changement (CPC), einem Zusammenschluss verschiedener Rebellengruppen, darunter auch die MPC, zurückerobert.